# مضاهاة
المضاهاة هي أحد الوسائل المستخدمة في تبين أشكال سطح الأرض في التوزع السكاني، والمضاهاة الطبقية تتضمن بكل بساطة مقارنة بين طبقتين إحداهما لخريطة تبين أشكال سطح الأرض والثانية تبين نسبة التوزع السكاني لنفس الطبقة ويمكن زيادتها بإضافة طبقة رابعة تعمل على إيجاد نسبة الارتفاع ورابعة تعمل على إيجاد نسبة الانحدار.